# Match des champions 2007
Il Match des champions 2007 è la 3ª edizione del Match des champions.
Si è disputato il 28 settembre 2007 tra i seguenti due club:
- Roanne, campione di Francia 2006-07
- Pau-Orthez, vincitore della Coppa di Francia 2007

## Finale
| Arbitri: | Castano Bardera Boue |

| |            | |
| Young 19 | Punti      | 30 Rush                                                                                              |
| Stanic 6 | Assist     | 3 Salyers                                                                                            |
| Young 9 | Rimbalzi   | 12 Salyers                                                                                           |
| 7 Fein• 11 Stanic• 13 Young• 15 Dials• 16 Withers 5 Heurtel• 6 d'Almeida• 8 Mendy• 9 Ferchaud• 12 Rupert• 14 Vaty• 17 Raposo | Formazioni | 6 Hess• 10 Rush• 11 Pellin• 14 Badiane• 15 Salyers 4 Diop• 5 Poupet• 8 Soliman• 12 Wilson• 16 Zachee |
| Laurent Mopsus | Allenatori | Jean-Denys Choulet                                                                                   |